# SN 1975J
SN 1975J – supernowa odkryta 11 sierpnia 1975 roku w galaktyce A031206+4209. W momencie odkrycia miała maksymalną jasność 15,50m.